# Grifó de Brussel·les
El grifó de Brussel·les és una raça de gos miniatura que pren el seu nom de la seva ciutat d'origen, Brussel·les, Bèlgica.
El nom grifó de Brussel·les fa referència en realitat a tres races diferents: el grifó de Brussel·les, el grifó belga i el petit brabantí. A vegades considerats varietats de la mateixa raça, les seves úniques diferències es donen en pelatge i color.
Les tres races estan en general compostes per animals petits de cara camusa, mentó prominent i ulls grans. El pes estàndard difereix entre elles però l'ideal és de 3,63 kg a 4,54 kg per a tots dos sexes. Posseeixen un cap arrodonit i gran en proporció al cos. El nas és ample, amb amplis orificis, negre, i situat gairebé a la mateixa altura que els ulls.